# Camptoptera missionica
Camptoptera missionica är en stekelart som beskrevs av Dmitriy Alekseevich Ogloblin 1947. Camptoptera missionica ingår i släktet Camptoptera och familjen dvärgsteklar. Inga underarter finns listade.